# Torsten Madsén
Torsten Helge Madsén, född 24 juli 1946 i Lund, död 8 oktober 2002 i Kristianstad,, var en svensk föreläsare, författare och folkbildare. Fokusområdet var pedagogisk forskning, vilket han föreläst om under drygt tjugo år för tusentals lärare. Han skrev bland annat för tidskrifterna Arbetsliv och utbildning, KRUT och Pedagogiska magasinet, vars redaktionsråd han tillhörde från starten 1995. 